# Красный стрелок
«Красный стрелок» — ежедневная газета политического отдела Революционного военного совета 5-й Краснознамённой армии, выходившая с марта 1919 по 1922 год.

## История
Газета впервые вышла на станции Кротово (Самаро-Златоустовская железная дорога) в марте 1919 года и далее поочерёдно издавалась в разных городах (Челябинске, Омске, Новониколаевске, Красноярске, Иркутске, Чите, Владивостоке) вслед за продвигавшейся в восточном направлении Красной армией. Для её печати под походную типографию были переоборудованы несколько вагонов, один из которых занимала радиостанция, передававшая редакции свежие новости.
Аудиторию издания составляли не только военные, но и представители рабоче-крестьянской среды.
Редактирование выполняли сотрудники политотдела: Д. Тумаркин, Я. Грунт, А. Анишев, Я. Диман, А. Ангаров, Д. Митяев и т. д.
В 1922 году «Красный стрелок» переместился в Читу, после чего его выпуск был остановлен.
По утверждению Сибирской советской энциклопедии, газета сыграла «огромную роль» в советизации Сибири.